# Pieter Eduard Verkade
Pieter Eduard Verkade (Zaandam, 21 mei 1891 – 's-Gravenhage, 17 september 1979) was een Nederlands scheikundige, hoogleraar warenkennis, de chemie en de technologie der handelswaren aan de Handels-Hoogeschool te Rotterdam, tegenwoordig de Erasmus Universiteit Rotterdam, waar hij tot driemaal toe een studiejaar optrad als rector magnificus. Van 1938 tot 1961 was hij verder hoogleraar organische chemie aan de Technische Hogeschool Delft.

## Levensloop
Verkade was de zoon van Cornelis Pieter Verkade (1864-1934), lid van het geslacht Verkade, en Johanna Liwijn (1866-1943) Hij groeide op in Zaandam, waar zijn vader directeur was van een stijfselfabriek. Hij studeerde af in scheikunde aan de Technische Hogeschool Delft in 1913. Daar promoveerde hij verder in 1915 bij Jacob Böeseken, hoogleraar in de organische scheikunde, op het proefschrift Hydratatie van organiese zuuranhydrieden.
Na zijn promotie werd Verkade in 1916 aangesteld als privaatdocent aan de Technische Hogeschool in Delft, en in Rotterdam als assistent van Frederik van Iterson aan de Nederlandsche Handels-Hoogeschool. 
In Rotterdam beheerde hij de verzameling van handelswaren en van grondstoffen en producten der nijverheid. Hij werd hier achtereenvolgens benoemd tot conservator in 1917 en lector voor de warenkennis, en in 1919 hoogleraar in de warenkennis, de chemie en de technologie der handelswaren te Rotterdam. In Rotterdam was Verkade tot drie keer toe Rector magnificus in de studiejaren 1923-1924, 1930-1931 en 1936-1937.
In 1938 werd Verkade in Delft benoemd tot gewoon hoogleraar in de organische chemie en haar toepassing als opvolger van Jacob Böeseken. Nog ruim twintig jaar gaf Verkade daar college, begeleidde studenten en verrichtte onderzoek, voor hij in 1961 met emeritaat ging. Een van zijn afstudeerders was Herman van Bekkum.

### Familie
Verkade trouwde in 1923 met Anna Jacoba Sandbergen (1901) met wie hij twee zonen kreeg. In 1938 verhuisde Verkade naar Delft.

## Werk

### Onderzoek in Rotterdam

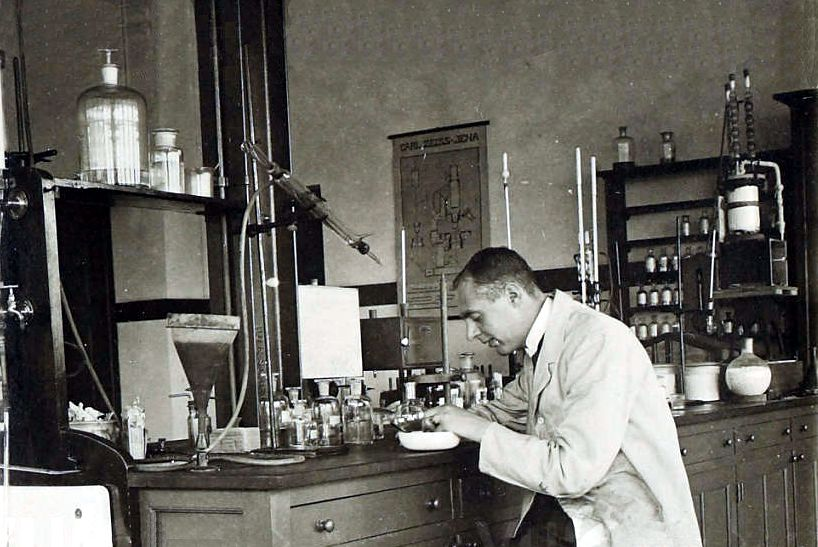
Laboratorium van Verkade met assistent De Haas, 1930-35.

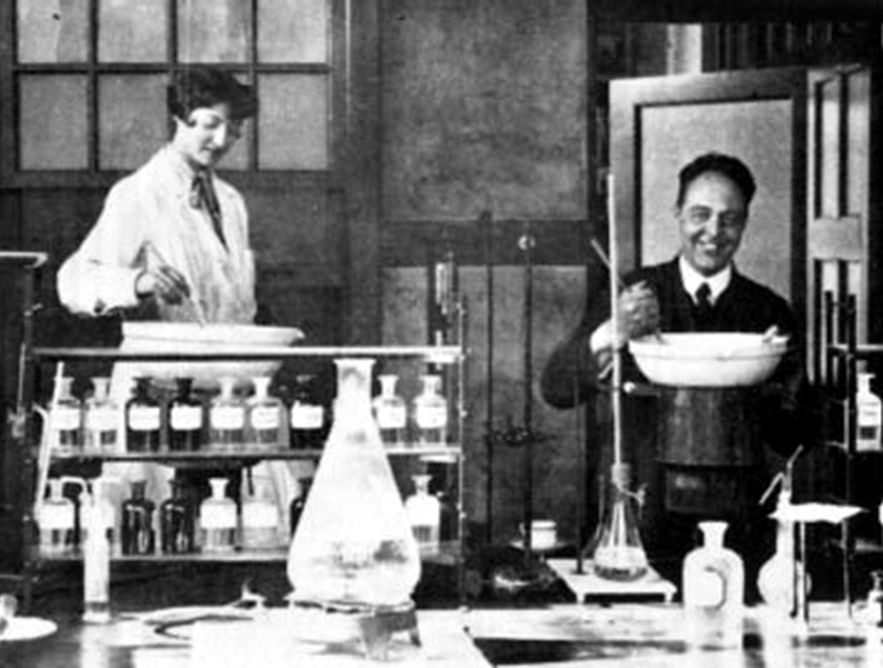
Verkade en echtgenote in laboratorium, 1930-35.

Aan de Handels-Hoogeschool te Rotterdam deed Verkade onderzoek naar de verbrandingswarmte van organische verbindingen. Snelders vatte dit als volgt samen:
... Het waren technisch moeilijke precisiemetingen, waaronder een belangrijk onderzoek over de thermochemische standaardstoffen (1922)... verbrandingswarmten [werden] gemeten van de opeenvolgende termen van homologe reeksen van organische verbindingen en onder meer onderzoekingen gedaan over de zogenaamde alterneringsverschijnselen in homologe reeksen en het voorkomen van vetzuren met een oneven aantal koolstofatomen in de natuur.
In de jaren 1930 richtte hij zijn onderzoek op de "vetstofwisseling, waarbij het verschijnsel van de Z-oxidatie werd ontdekt d.w.z. oxidatie van de eindstandige methylgroep van het vetzuur tot een carboxylgroep."

### Onderzoek in Delft
Aan de Technische Hogeschool Delft deed Verkade onderzoek naar zoetstoffen. In zijn laboratorium synthetiseerden "de stof 5-nitro-2-propoxybenzeenamine oftwel, P4000. Een krachtig zoetmiddel: niet alleen ruim vierduizendmaal zoeter dan suiker maar ook zoeter dan vele andere synthetische zoetstoffen." Leendert Maat (2001) verklaart:
Niet alleen suiker en andere koolhydraten smaken zoet. Al in 1916 was gevonden dat moleculen waarin een benzeenring zat met allerlei atoomgroepen eraan een zoete smaak hadden. Vlak voor de Tweede Wereldoorlog werd in Leiden onderzoek verricht aan deze stoffen. Om allerlei redenen waren de Leidse onderzoekers blijven steken in mengsels; wel had men de zoete smaak waargenomen. Aan de toenmalige Technische Hogeschool van Delft heeft prof. P.E. Verkade het Leidse onderzoek voortgezet. Verkade heeft, samen met zijn promovendus dr. ir. C.P. van Dijk en medewerkster mej. W. Meerburg, een serie stoffen gemaakt. Daarbij zat de stof 5-nitro-2-propoxybenzeenamine. Alras bleek dat dit de meest zoete verbinding was, op gewichtsbasis ruim 4000 maal zoeter dan suiker. Dit was aanzienlijk zoeter dan wat men eerder in Leiden had gevonden en bovendien was de stof veel zuiverder...
Dit was een van de vele organisch-chemische onderzoekingen, die Verkade in Delft verrichtte. Daaronder was ook "een grote reeks syntheses van de mono-, di- en tryglyceriden, waaraan hij sinds 1935 in Rotterdam was begonnen."

## Publicaties
- P.E. Verkade. De synthese der eiwitstoffen, Openbare les Technische Hogeschool Delft, 2 november 1916.
- P.E. Verkade. De beteekenis van de warenkennis als leervak aan de Handels-Hoogeschool. Inaugurele oratie, Nederlandsche Handels-Hoogeschool te Rotterdam, 30 september 1919.
- P.E. Verkade. Organische chemie en industrie, Inaugurele rede Technische Hogeschool Delft, 21 oktober 1938.
- P.E. Verkade, Stephen G. Davies. A history of the nomenclature of organic chemistry. Dordrecht, Holland ; Boston : D. Reidel Pub. Co.
- P.E. Verkade. "Vijftig jaren organische chemie", Afscheidscollege TH Delft, in: Chemisch Weekblad 57 (1961) 353-359.